# Mészáros Paulette
Mészáros Paulette, született: Schultz Paula, névváltozat: Mészáros Paula (Nagyvárad, 1897. szeptember 30. – Párizs, 1953. november 18.) színésznő.

## Életútja
Mészáros Gizella (Schultz Katalin) színésznő törvénytelen leányaként született Nagyváradon a Széchenyi tér 332. szám alatt. Az Országos Színművészeti Akadémiát végezte 1915 és 1918 között. Színpadra lépett 1919-ben. A színészakadémia vizsgáin a Firenzei tragédia és az Ahol unatkoznak című darabokban mint reményteljes növendék feltűnést keltett. Rövid ideig a Nemzeti Színház tagja volt, ahol a Sancho Pansa királysága előadásán az egyik udvarhölgy szerepét játszotta, azután áttért az operettre. Játszott az Eskü téri Színházban, majd a Fővárosi Operettszínházban. A Vígszínházban is sikert ért el a Három gráciában, a Csereberében és sok más darabban. Bécsben is működött.
1933. augusztus 17-én Csobánkán házasságot kötött a szmirnai születésű Ricardo Jossua Magyarországra települt gazdag spanyol zsidó nagyiparossal, a Filtex vezérigazgatójával. Az 1936. év karácsonyán 60 szegénysorsú óvodás és elemi népiskolás tanulónak 500 pengő értékű cipőt, ruhát és szeretetcsomagot adományozott. 1942-ben Barcelonában lakott, férje ebben az évben emigrált Franciaországba, ahonnan később Spanyolországba költözött.

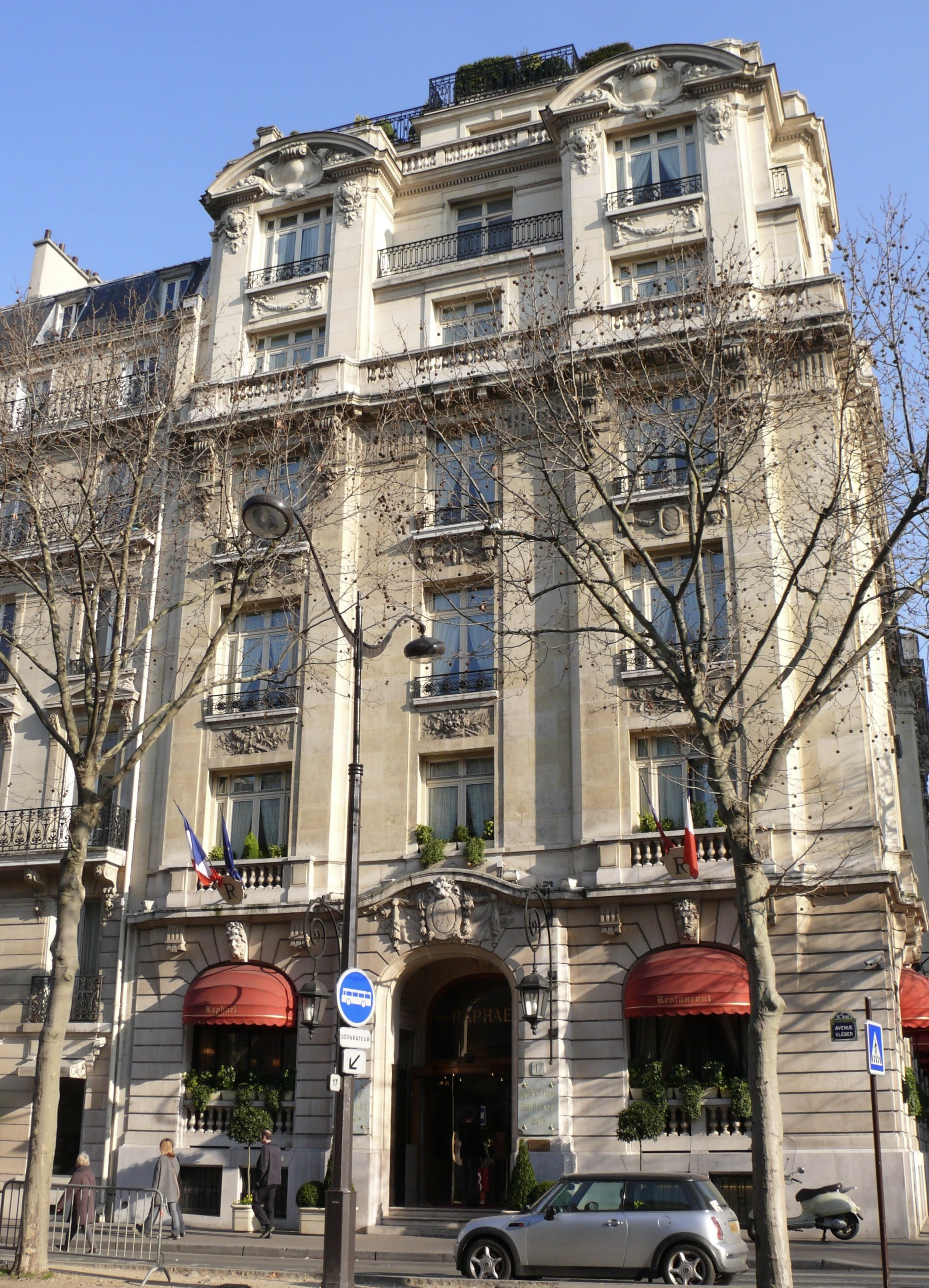
A Kléber sugárút 17. szám alatt található szálloda (Raphael Hotel), a gyilkosság helyszíne

1953 őszén Jossua már érzelmileg instabil állapotban volt, gyakran a halál körül jártak gondolatai. Október elején feleségével és anyósával megszálltak a Kléber Avenue 17. szám alatt található luxushotelben. November 18-án, míg Mészáros Paulette és Giza aludtak, Jossua fegyverével lelőtte a két nőt, majd ezt követően magával is végzett a fürdőszobában. A rendőrség által megtalált levelek tanúsága szerint Jossua már korábban megpróbált autójával a Szajnába hajtani, hogy mindhármuk életét kioltsa, de attól félt, hogy idő előtt megtalálják és megmentik őket.
Német, francia, angol, olasz és kínai nyelven beszélt.

## Fontosabb szerepei
- Színésznő (Békeffy: Az orfeumban)
- Colette de Hay (Anday-Szilágyi-Tamási: Tommy és társa)
- Giza, énekesnő (Lehár: A drótostót)